# Xóa bỏ văn hóa

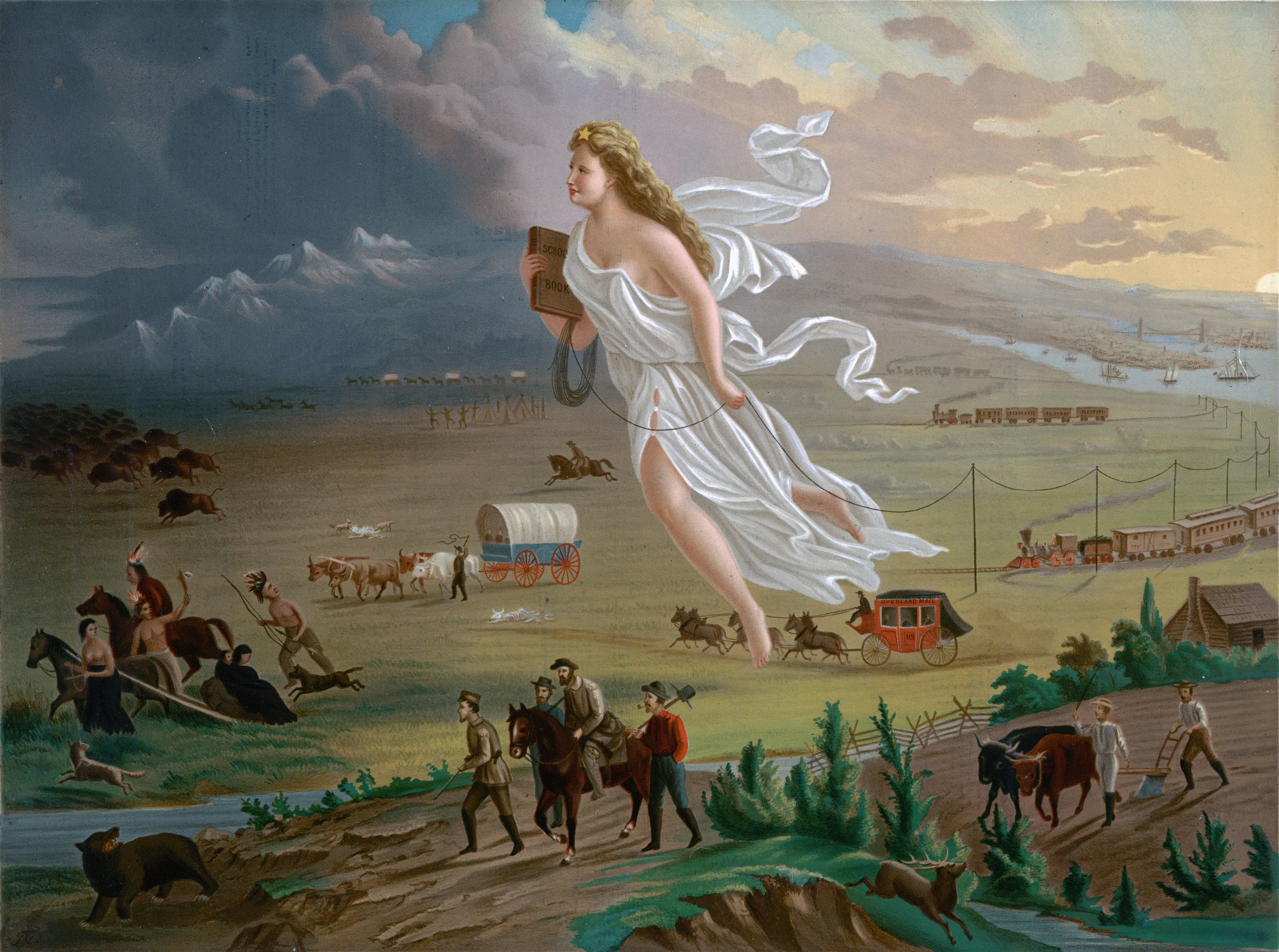
Sư đồng hóa văn hóa của người Mỹ bản địa và thay thế bằng văn hóa phương Tây

Xóa bỏ văn hóa (Deculturalization) hay vùi lấp văn hóa hoặc tước đoạt văn hóa là quá trình mà một nhóm dân tộc bị buộc phải từ bỏ ngôn ngữ, văn hóa và phong tục của mình. Đó là sự thủ tiêu và phá hủy nền văn hóa của một giai tầng bị trị và thay thế bằng nền văn hóa của giai tầng cai trị. Loại bỏ văn hóa là một quá trình diễn ra chậm do mục tiêu rộng lớn của nó là thâm nhập để thay thế hoàn toàn văn hóa, ngôn ngữ và phong tục của nhóm sắc dân phụ thuộc. Thuật ngữ này thường bị nhầm lẫn với đồng hóa văn hóa và tiếp biến văn hóa. Quá trình mất mát, mai một văn hóa sẽ xảy ra khi một cá nhân hoặc một nhóm người từ bỏ hoặc bị tước đoạt văn hóa và các giá trị văn hóa của họ, thường do áp lực từ các nền văn hóa khác hoặc do các yếu tố bên ngoài. Trong ngữ cảnh giáo dục, nó có thể chỉ việc các chương trình giáo dục loại bỏ hoặc khuyến khích bỏ qua các yếu tố văn hóa bản địa. 
Các phương cách xóa bỏ văn hóa bao gồm phân mảnh địa bàn (phân chia vùng miền), cấm giáo dục đối với nhóm bị trị (chính sách ngu dân), thay thế ngôn ngữ một cách cưỡng bức, triển khai chương trình giảng dạy của nền văn hóa thượng đẳng trong trường học, cử các giáo viên đến từ nhóm thống trị, cố ý lãng tránh, xem nhẹ, gạt đi nền văn hóa của nhóm bị trị ra khỏi chương trình giảng dạy. Thuật ngữ này xuất hiện trong các thập kỷ thế kỷ XX để mô tả hiện tượng làm phai nhạt bản sắc văn hóa khi một cộng đồng bị áp đặt một hệ thống giá trị khác, có thể do chính phủ hoặc các tổ chức quốc tế, dẫn đến việc họ không thể duy trì các tập quán văn hóa của mình, cũng như khi một cộng đồng hoặc một cá nhân từ bỏ truyền thống, phong tục hoặc ngôn ngữ của mình để tiếp nhận một nền văn hóa khác thâm nhập dẫn đến một thế hệ người nhập cư không truyền lại ngôn ngữ hoặc phong tục của tổ tiên cho thế hệ sau, dẫn đến sự mất gốc trong gia đình họ, cách mà các phong cách sống mới đang “xóa nhòa”, làm phai nhạt các giá trị truyền thống.

## Ghi nhận
Sau khi khu định cư đầu tiên ở Jamestown năm 1607 diễn ra thì sự đồng hóa văn hóa của người Mỹ bản địa (Quá trình phi văn hóa hóa tiền Mỹ) bắt đầu diễn ra. Khi người Anh đến Mỹ, họ coi người Mỹ bản địa là "kẻ ngoại đạo" và "lũ man rợ". Người Mỹ bản địa tin rằng đất đai không phải là tài sản, một thứ cần được tuyên bố và sở hữu. Khi những người định cư Anh đến đây, đây là một trong những khác biệt văn hóa lớn cần phải xóa bỏ. Ý tưởng về tài sản và quyền sở hữu tư nhân đã được áp đặt lên người Mỹ bản địa. Mặc dù ngay cả những người chấp nhận nó, vì họ hiểu được hậu quả, đất đai của họ cũng bị tước đoạt, lấy đi. Họ muốn áp đặt gia đình hạt nhân "Thiên chúa giáo" truyền thống vào cả người Mỹ bản địa. Để đạt được thành công, những người thực dân đã lập ra các Chương trình Giáo dục Người Mỹ bản địa. Các nhà truyền giáo Thiên chúa giáo như John Eliot đã học tiếng của người Mỹ bản địa để cải đạo họ sang Thiên chúa giáo, bắt đầu sự phân biệt đối xử giữa những "kẻ ngoại đạo" và những "người thánh thiện". Người Mỹ bản địa đã bị bóc lột. Đã có một cuộc diệt chủng văn hóa và đơn giản là diệt chủng chống lại người Mỹ bản địa. 
Việc bắt người Mỹ gốc Phi làm nô lệ trong thế kỷ XVIII và XIX tại Hoa Kỳ là một hình thức hóa bỏ văn hóa. Chế độ nô lệ tại Hoa Kỳ khiến người Mỹ gốc Phi phụ thuộc vào chủ nhân, cho phép chủ nhân bóc lột nô lệ. Chủ nhân xóa tên gọi châu Phi của họ, không cho họ đọc và không cho họ thực hành văn hóa và ngôn ngữ của người châu Phi. Quá trình xóa bỏ văn hóa người Mỹ gốc Phi bắt nguồn từ khi nô lệ người Mỹ gốc Phi bị cấm tiếp cận giáo dục do sợ nô lệ nổi loạn chống lại chủ nô. Sau cuộc nội chiến Hoa Kỳ, giáo dục phân biệt chủng tộc vẫn tiếp tục và là cuộc đấu tranh để hòa nhập hoàn toàn và trọn vẹn. Trong khi đạt được sự hòa nhập, các bộ sách giáo khoa mà học sinh người Mỹ gốc Phi học được lại thiên vị và chứa đựng tài liệu từ nền văn hóa Anh-Mỹ thống trị. Quá trình loại bỏ văn hóa của người Mỹ gốc Tây Ban Nha và La tinh (Latinos) có thể ám chỉ đến Chiến tranh Mexico-Mỹ và Hiệp ước Guadalupe Hidalgo. Sau khi Hoa Kỳ giành được California, Texas, New Mexico, Arizona, Nevada, Utah và một số vùng Wyoming và Colorado, người Mexico sống ở những khu vực này đã bị đuổi khỏi vùng đất của họ. Bản sắc của họ tại Hoa Kỳ liên tục thay đổi từ người Mexico sang bản sắc người da trắng và ngược lại cho đến khi từ Hispanic được tạo ra để chỉ những người Mỹ gốc Mexico này. Chỉ cần sử dụng từ Hispanic để chỉ người Mỹ gốc Mexico và sau đó là những người nhập cư Mỹ Latinh để chỉ nền văn hóa của kẻ chinh phục - nền văn hóa Tây Ban Nha. Người Latinos ở Hoa Kỳ cũng có nền giáo dục phân biệt chủng tộc. Ở trường, những người Mỹ-Latin được cung cấp tài liệu cũ từ các trường Anh giàu có. Khi người La tinh được hòa nhập, họ cũng như người Mỹ gốc Phi được dạy từ sách giáo khoa thiên vị, mang văn hóa Anh, ca ngợi Anh. 